# See More Glass
『See More Glass』（シー・モア・グラス）は、Galileo Galileiのメジャー3枚目のミニアルバム。2014年10月1日にSME Recordsから発売された。

## 解説
前作同様に、共同プロデューサーにPOP ETC（元 The Morning Benders）のクリストファー・チュウを迎えて制作された。
三方背スリーブケース付の初回限定版には2014年2月に行われた渋谷公会堂ワンマンライブより
「青い栞」「サークルゲーム」ほか全3曲のライブ映像を収録したDVD付が収録。

## 収録曲
全曲：作詞：尾崎雄貴　作曲・編曲：Galileo Galilei 、クリストファー・チュウ

### CD
1. サニーデイハッピーエンド (4:36)
2. Mrs. Summer (4:33)
テレビ神奈川『saku saku』 2014年10月度エンディングテーマ
3. バナナフィッシュの浜辺と黒い虹 with Aimer (4:42)
4. 山賊と渡り鳥のうた (4:18)
5. プレイ！ (4:09)
6. ブリキと銀とウォルナット (3:52)
7. 親愛なるきみへ (28:18)

「親愛なるきみへ」の再生終了後、無音部分を挟んで本作の収録曲候補であった「鳥と鳥」、「めんどくさ」のデモバージョンが隠しトラックとして収録されている。「鳥と鳥」は次作『Sea and The Darkness』に収録されたが、「めんどくさ」は他作品には収録されていない。

### DVD
1. 老人と海  -Live at 渋谷公会堂- (5:23)
2. サークルゲーム  -Live at 渋谷公会堂- (4:45)
3. 青い栞  -Live at 渋谷公会堂- (5:46)